# Amaurornis
Amaurornis é um gênero de aves da família Rallidae.
As seguintes espécies são reconhecidas:
- Amaurornis akool (Sykes, 1832)
- Amaurornis isabellina (Schlegel, 1865)
- Amaurornis olivacea (Meyen, 1834)
- Amaurornis moluccana (Wallace, 1865)
- Amaurornis magnirostris Lambert, 1998
- Amaurornis phoenicurus (Pennant, 1769)
- Amaurornis flavirostra (Swainson, 1837)
- Amaurornis olivieri (Grandidier, G & Berlioz, 1929)